# 大江书铺
大江书铺为上海1920年代末至1930年代初的一家民间出版机构。

## 歷史沿革
1928年9月，陈望道、施复亮、汪馥泉、冯三昧等人合作成立大江书铺，由陈望道任经理，施复亮任编辑主任。设址在景云里4号。书铺主要出版文艺书刊，出版过包括陈望道、鲁迅、茅盾、丁玲、冯雪峰、沈端先等在内的众多作家的作品，成为当时上海左翼文艺运动的一个主要据点。并创办《大江月刊》与鲁迅主编的《文艺研究》季刊。
1933年停业并盘给开明书店。